# Iasnopilșciîna, Lîpova Dolîna
Iasnopilșciîna (în ucraineană Яснопільщина) este localitatea de reședință a comunei Iasnopilșciîna din raionul Lîpova Dolîna, regiunea Sumî, Ucraina.

## Demografie
Componența lingvistică a localității Iasnopilșciîna
     Ucraineană (97,18%)
     Rusă (2,05%)
     Alte limbi (0,77%)
Conform recensământului din 2001, majoritatea populației localității Iasnopilșciîna era vorbitoare de ucraineană (97,18%), existând în minoritate și vorbitori de rusă (2,05%).